# 9938 Kretlow
9938 Kretlow este un asteroid din centura principală de asteroizi.

## Descriere
9938 Kretlow este un asteroid din centura principală de asteroizi. A fost descoperit pe 18 mai 1988 la Observatorul La Silla de Werner Landgraf. El prezintă o orbită caracterizată de o semiaxă mare de 2,14 ua, o excentricitate de 0,19 și o înclinație de 3,8° în raport cu ecliptica.